# سرطان البحر والثعلب

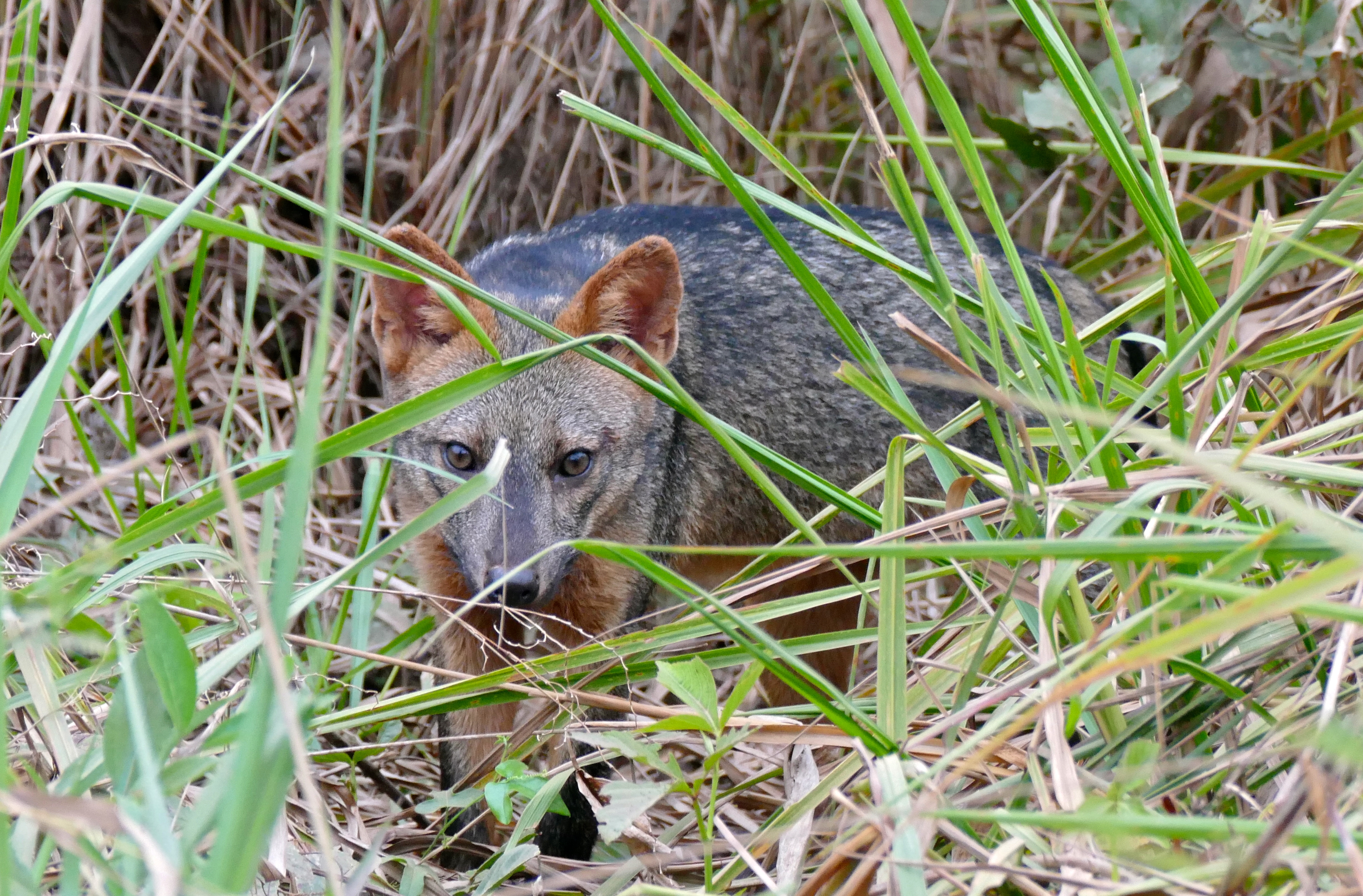
ثعلب آكل للسلطعون

حكاية سرطان البحر والثعلب هي من أصل يوناني وتعتبر واحدة من خرافات إيسوب؛ وهي رقم 116 في مؤشر بيري. المعني بأن المرء يشعر بالحزن من خلال عدم التمسك بالدور المخصص له في الحياة.

## الخرافة
يتم سرد النسخة اليونانية للقصة (Καρκῖνος καὶ Ἀλώπηξ) ببراعة والتي تتعلق بسرطان البحر الذي يتخلى عن شاطئ البحر ويزحف إلى مرج مجاور حيث يأكله الثعلب. والتعليق هناك هو أن «هذه الحكاية تظهر أن الناس لا بد أن يفشلوا عندما يتخلون عن مساعيهم المألوفة ويباشرون عملًا لا يعرفون شيئًا عنه».
ظهرت الحكاية في مخطوطة ميديشي في القرن الخامس عشر وفيما بعد بين تلك التي سجلها روجر ليسترانج (1692).
أما في العصر الفيكتوري، ظهرت القصة في الترجمة الجديدة لجورج فيلر تاونسند مع «الرضا عن نصيبنا هو عنصر السعادة».

## التاريخ الطبيعي
السرطانات معروفة بأنها ليست غذاءً طبيعياً للثعالب ولكن قديماً تم الخلط بينها وبين جراد البحر وهناك أنواع من جراد البحر تعيش في المياه العذبة التي تؤكلها الثعالب في منطقة الدانوب في البلقان. بالإضافة إلى ذلك، هناك ثعلب أمريكي جنوبي يأكل سرطان البحر لا يمكن أن يعرفه إيسوب.